# Slowdive
Slowdive – angielski zespół muzyczny grający muzykę shoegaze.
Zespół został założony w 1989 r. przez Neila Halsteada (gitara, wokal), Rachel Goswell (gitara, wokal), Nicka Chaplina (gitara basowa), Christiana Savilla (gitara) oraz Adriana Sella (perkusja). Ten ostatni wkrótce został zastąpiony przez Simona Scotta, który z kolei w 1994 r. został zastąpiony przez Iana McCutcheona.
Po rozwiązaniu Slowdive Goswell, Halstead i McCutcheon utworzyli zespół Mojave 3.
W 2014 roku grupa ogłosiła swoją reaktywację.

## Dyskografia[4]

### Albumy
- Just for a Day (1991)
- Souvlaki (1993)
- Pygmalion (1995)
- Slowdive (2017)
- Everything Is Alive (2023)

### EP
- Slowdive (1990)
- Morningrise (1991)
- Holding Our Breath (1991)
- Outside Your Room (1993)
- 5 EP (1993)
- 5 EP (In Mind Remixes) (1993)